# Rivière Macho
Rivière Macho är ett vattendrag i Kanada.   Det ligger i provinsen Québec, i den sydöstra delen av landet, 400 km norr om huvudstaden Ottawa. Rivière Macho ligger vid sjön Lac Maricourt.
I omgivningarna runt Rivière Macho växer i huvudsak barrskog. Trakten runt Rivière Macho är nära nog obefolkad, med mindre än två invånare per kvadratkilometer.